# Asellus Australis
Asellus Australis (δ Cancri / 47 Cancri / HD 74442) es una estrella de magnitud aparente +3,94, la segunda más brillante en la constelación de Cáncer después de Altarf (β Cancri). El origen de su nombre se relaciona con el vecino cúmulo El Pesebre (M44), flanqueado por dos asnos al este —Asellus significa «asno» en latín—; Asellus Australis es el más meridional, mientras que Asellus Borealis (γ Cancri) es el más septentrional.
Situada a 136 años luz del sistema solar, Asellus Australis es una gigante naranja de tipo espectral K0III.
Tiene una temperatura superficial de 4585 K y brilla con una luminosidad 53 veces superior a la luminosidad solar.
Su radio es 11 veces más grande que el del Sol y su masa estimada se sitúa en torno a las dos masas solares.
Como en muchas gigantes análogas, en su núcleo tiene lugar la fusión nuclear del helio.
Su metalicidad es algo inferior a la solar, alrededor de 3/4 partes de la misma.
Asellus Australis es una de las estrellas más brillantes de la eclíptica —«trayectoria» que recorre el Sol a través del cielo—, pues está situada 5 minutos de arco al norte de la misma.
Forma una doble óptica con una estrella de magnitud +12,2 a 40 segundos de arco, no existiendo relación física entre ambas.